# Pistius undulatus
Pistius undulatus is een spin uit de familie krabspinnen (Thomisidae).
Ze komt voor in Rusland, Kazachstan, China, Korea en Japan. Het vrouwtje heeft een bruine of rode kleur met een ader-patroon rondom het achterlijf. De kleur van het mannetje varieert van zwart tot paarsachtig. Het achterlijf is bruinig of rood gekleurd. Voor onderscheid van andere Pistius-soorten moet men naar de ogenpositie kijken, voor een betrouwbaarder resultaat.